# 温思罗普·凯洛格
温思罗普·凯洛格（英語：Winthrop Niles Kellogg，1898年4月13日—1972年6月22日）美国比较心理学家，曾研究过众多智慧生物的行为。凯洛格在过第一次世界大战中服役两年，后于印第安纳大学获得本科学位，于哥伦比亚大学获得博士学位。凯洛格曾在印第安纳大学和佛罗里达州立大学任教，著有《猿猴与儿童》等书。